# Riding with the King

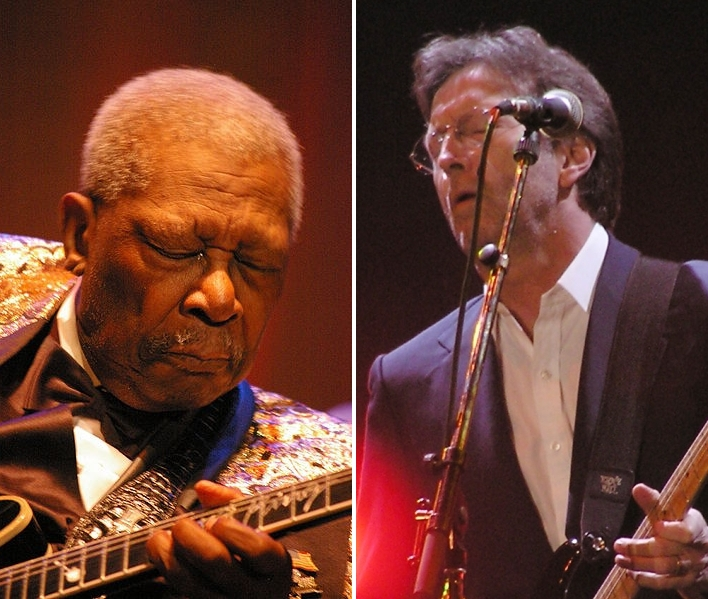
B.B. King und Eric Clapton

Riding with the King ist ein Studioalbum von B. B. King und Eric Clapton, das im Jahr 2000 erschien. Es war das erste gemeinsame Album der beiden Musiker. Es verkaufte sich mehr als 4,6 Millionen Mal und erhielt 2001 einen Grammy Award.

## Hintergrund
Trotz vieler gemeinsamer Auftritte im Laufe der Jahre gingen die beiden Künstler nie gemeinsam in ein Studio. Erst bei den Aufnahmen für Kings Album Deuces Wild (1997) entstand ein konkreter Plan. Clapton produzierte die Aufnahme und stellte auch viele der Musiker, so zum Beispiel den Gitarristen Andy Fairweather Low. Die Titel stammen aber zum großen Teil aus B. B. Kings Schaffen, bekanntere Songs wie Three O’Clock Blues, aber auch weniger häufig gespielte Titel wie Help the Poor. Neben King und Clapton spielen bei jedem Stück noch andere Gitarristen, darunter auch Jimmie Vaughan. Daneben sind auf dem Album auch zwei Bluesstandards, Key to the Highway von Big Bill Broonzy und Worried Life Blues von Big Maceo Merriweather. Im Jahr 2020 wurde das Album von Reprise Records als Deluxe Edition mit zwei zusätzlichen Titeln erneut veröffentlicht, dem Bluesstandard Rollin' and Tumblin' und Willie Dixons Let Me Love You Baby. Während die Aufnahmen bereits zusammen mit dem Rest des Albums entstanden, wurden sie erst für die Neuveröffentlichung von Simon Climie abgemischt, der auch die Erstausgabe produziert hatte.

## Titelliste
Erstausgabe
1. Riding With the King (Hiatt) – 4:23
2. Ten Long Years (Bihari, King) – 4:40
3. Key to the Highway (Broonzy, Segar) – 3:39
4. Marry You (Bramhall, Melvoin, Ross, Segar) – 4:59
5. Three O’Clock Blues (Fulson, King, Taub) – 8:36
6. Help the Poor (Singleton) – 5:06
7. I Wanna Be (Bramhall, Sexton) – 4:45
8. Worried Life Blues (Hopkins, Merriweather) – 4:25
9. Days of Old (Bihari, King) – 3:00
10. When My Heart Beats Like a Hammer (King, King, Taub) – 7:09
11. Hold On, I’m Comin’ (Hayes, Porter) – 6:20
12. Come Rain or Come Shine (Arlen, Mercer) – 4:11

Deluxe Edition
1. Rollin’ and Tumblin’ (Morganfield, Waters) – 4:32
2. Let Me Love You (Dixon) – 5:07

## Rezeption und Auszeichnungen
Mojo kommentierte: „... Ein Programm angefüllt mit ernsthaftem Blues, mit dem die Meister solche schlafende Hunde wecken wie Key to the Highway und Worried Life Blues – beide außerordentlich gelungen. ...“ („A program stuffed with serious blues in which the principals reawaken even such sleeping dogs as ‚Key To The Highway‘ and ‚Worried Life Blues‘ – both done exceptionally […]“). Der Rolling Stone bezeichnete das Album als ein „kommerziell kluges Treffen […]“ („A commercially astute meeting […]“). Jazz Times bewertete Riding with the King als eine brillante bluesgetränkte CD („A brilliant blues-drenched CD“) und Allmusic-Kritiker William Ruhlmann schrieb: „... Das Resultat ist eine effektive, aber niemals überwältigende Arbeit. ...“ („The result is an effective, if never really stunning, work.“).
Das Album wurde 2001 mit dem Grammy in der Kategorie „Best Traditional Blues Album“ ausgezeichnet und vom Rolling Stone in die Liste der Top 50 Albums of 2000 aufgenommen. Das Album erreichte Platz zwei in den deutschen Charts. In Österreich positionierte sich das Album auf Platz acht. In der Schweiz und im Vereinigten Königreich belegte es den dritten Platz. In den Vereinigten Staaten erreichte das Album Platz drei der Billboard 200 und Platz eins der Billboard-Top-Blues- und der Top-Internet-Alben. Das Album erhielt Doppelplatin der RIAA und verkaufte sich insgesamt mehr als drei Millionen Mal.
| ChartsChartplatzierungen       | Höchstplatzierung | Wochen |
| ------------------------------ | ----------------- | ------ |
| Deutschland (GfK)              | 2 (23 Wo.)        | 23     |
| Österreich (Ö3)                | 3 (16 Wo.)        | 16     |
| Schweiz (IFPI)                 | 3 (20 Wo.)        | 20     |
| Vereinigte Staaten (Billboard) | 3 (43 Wo.)        | 43     |
| Vereinigtes Königreich (OCC)   | 15 (19 Wo.)       | 19     |

| ChartsJahrescharts (2000)      | Platzierung |
| ------------------------------ | ----------- |
| Deutschland (GfK)              | 33          |
| Österreich (Ö3)                | 30          |
| Schweiz (IFPI)                 | 37          |
| Vereinigte Staaten (Billboard) | 52          |

## Auszeichnungen für Musikverkäufe
Riding with the King wurde weltweit mit 10× Gold und 10× Platin ausgezeichnet.
| Land/Region                  | Auszeichnungen für Musikverkäufe (Land/Region, Auszeichnung, Verkäufe) | Verkäufe  |
| ---------------------------- | ---------------------------------------------------------------------- | --------- |
| Argentinien (CAPIF)          | Gold                                                                   | 30.000    |
| Australien (ARIA)            | Platin                                                                 | 70.000    |
| Brasilien (PMB)              | Gold                                                                   | 100.000   |
| Dänemark (IFPI)              | Platin                                                                 | (50.000)  |
| Deutschland (BVMI)           | Gold                                                                   | (150.000) |
| Europa (IFPI)                | 2× Platin                                                              | 2.000.000 |
| Frankreich (SNEP)            | Gold                                                                   | (100.000) |
| Hongkong (IFPI/HKRIA)        | Gold                                                                   | 10.000    |
| Italien (FIMI)               | Platin                                                                 | (100.000) |
| Japan (RIAJ)                 | Platin                                                                 | 300.000   |
| Kanada (MC)                  | Platin                                                                 | 100.000   |
| Neuseeland (RMNZ)            | Platin                                                                 | 15.000    |
| Niederlande (NVPI)           | Gold                                                                   | (50.000)  |
| Österreich (IFPI)            | Gold                                                                   | (25.000)  |
| Schweiz (IFPI)               | Gold                                                                   | (25.000)  |
| Spanien (Promusicae)         | Gold                                                                   | (50.000)  |
| Vereinigte Staaten (RIAA)    | 2× Platin                                                              | 2.000.000 |
| Vereinigtes Königreich (BPI) | Gold                                                                   | (100.000) |
| Insgesamt                    | 10× Gold · 10× Platin ·                                                | 4.625.000 |

Hauptartikel: Eric Clapton/Auszeichnungen für Musikverkäufe